# То је било неко лепше и срећније време — Баладе
 То је било неко лепше и срећније време — Баладе је  компилацијски албум српског и југословенског рок бенда Рибља чорба.

## Опште информације
Албум је објављен 9. септембра 2000. године под окриљем издавачке куће Хи-Фи Центар, а на њему се налази осамнаест песама.
На изради песама које су се нашле на овој компилацији су поред чланова бенда Рибља чорба учествовали Бранко Рогошић, Ненад Раичевић и Ненад Чајић.

## Листа песама
| №   | Назив                          | Трајање |  |
| 1.  | Лутка са насловне стране       | 3:04    |  |
| 2.  | Остани ђубре до краја          | 4:36    |  |
| 3.  | Још један шугав дан            | 3:03    |  |
| 4.  | Назад у велики прљави град     | 3:00    |  |
| 5.  | Немој срећо, немој данас       | 3:06    |  |
| 6.  | Неке су жене пратиле војнике   | 4:24    |  |
| 7.  | Рекла је                       | 5:34    |  |
| 8.  | Два динара, друже              | 4:05    |  |
| 9.  | Нећу да испаднем животиња      | 3:41    |  |
| 10. | Добро јутро                    | 4:32    |  |
| 11. | Кад ходаш                      | 4:00    |  |
| 12. | Погледај дом свој, анђеле      | 3:39    |  |
| 13. | Проклето сам                   | 4:59    |  |
| 14. | Кад падне ноћ (У помоћ)        | 4:24    |  |
| 15. | Још једна цигарета пре спавања | 3:29    |  |
| 16. | Једино моје                    | 4:39    |  |
| 17. | Збогом Србијо                  | 4:30    |  |
| 18. | Остало је ћутање               | 4:10    |  |